# Georg Brandt
Georg Brandt (Riddarhyttan, 26. lipnja 1694. – Stockholm, 29. travnja 1768.) bio je švedski kemičar i mineralog zaslužan za otkriće kobalta 1735. godine. Bio je prva osoba koja je otkrila metal nepoznat u antičkome dobu.

## Životopis
Brandt se rodio u Riddarhyttanu, u župi Skinnskatteberg u Županiji Västmanland u Švedskoj kao sin Jurgena Brandta, vlasnika rudnika i ljekarnika, i Katarine Ysing. Bio je profesor kemije na Sveučilištu u Uppsali, a preminuo je u Stockholmu. Pokazao je da je kobalt izvor plave boje kod stakla, a ne bizmut kao što se prije smatralo (kobalt i bizmut najčešće su se pojavljivali u istoj rudi).
Oko 1741. godine je napisao: "Kao što postoji šest vrsta metala, isto sam tako pouzdanim eksperimentima pokazao (...) da postoji i šest vrsta polumetala: novi polumetal, nazvan kobalt (u prirodi se nalazi u rudama), živa, bizmut, cink te antimon i arsen (u prirodi se također nalaze u rudama)."
Brandt je pokazao šest načina kako razlikovati bizmut od kobalta zbog toga što su se najčešće pojavljivali u istim rudama:
1. bizmut se lomi, a kobalt više nalikuje pravome metalu
2. pri njihovu spajanju ne dolazi do miješanja već se slažu kao badem i njegova ljuska
3. pri gorenju rude kobalta i alkalijskih elemenata nastaje plavi plin poznat kao zaffera, sasre ili smalt; kod bizmuta to nije slučaj
4. bizmut se lagano tali i ako ostaje talina, karbonati stvaraju žuti prah
5. bizmut se stapa sa živom; kod rude kobalta to nije slučaj
6. bizmut otopljen u nitratnoj kiselini s nitroklorovodičnom kiselinom (aqua regia) daje bijeli talog kada se stavi u destiliranu vodu; ruda kobalta treba alkalijske metale za stvaranje taloga, a tada stvara tamne i crne taloge